# Черниговка (Восточно-Казахстанская область)
Черниговка (каз. Черниговка) — упразднённое село в Жарминском районе Восточно-Казахстанской области Казахстана. Входило в состав Шалабаевского сельского округа. Ликвидировано в 2007 году.

## Население
По данным переписи 1999 года в селе проживало 239 человек (120 мужчин и 119 женщин).

## Известные жители
- Чалов, Павел Иванович (1923—2003) — геофизик и геохимик, академик Национальной академии наук Кыргызстана.